# Championnat du Pérou féminin de volley-ball
Le Championnat du Pérou de volley-ball féminin (Liga Nacional Superior de Voleibol) est une compétition de volley-ball organisée par la Fédération péruvienne de volley-ball (Federación Peruana de Voleibol, FPV). Il a été créé en 2004.

## Historique
De 1965 à 2002, des tournois officiels de volley-ball ont eu lieu au Pérou sous le nom de « Division Nationale Supérieure de Volley-ball », ce format a été interrompu cette année-là après une désaffiliation temporaire de la FIVB au Pérou en arguant d'une ingérence politique dans la FPV de l'époque. 1 2 Après avoir été à nouveau affiliée à la Fédération Internationale de Volley-ball, la Fédération péruvienne a réactivé la ligue en 2004 sous le nom de « Ligue Nationale Supérieure de Volley-ball du Pérou ».
Les premières éditions du tournoi se caractérisaient par une couverture limitée et par le fait qu'elles se déroulaient sur une courte période. Français Pour la saison 2008, un format de compétition de six mois a été établi qui est maintenu à ce jour, et un accord a été signé avec Telefónica del Perú, aujourd'hui Movistar Perú, qui reste à ce jour le sponsor principal de la LNSV.3 Depuis l'édition 2009, grâce à un accord avec la municipalité de Miraflores, le complexe sportif Manuel Bonilla est le principal lieu des matchs de la Ligue nationale de volleyball dans toutes ses phases.4 D'autres lieux qui ont récemment été utilisés par le FPV sont le Callao Sports Center (saison 2019-20) et le Poilideportivo de Vila El Salvador (de 2020 à aujourd'hui).

## Sistema
Le format actuel du concours se compose de trois étapes. Dans la première, toutes les équipes s'affrontent selon le système du round robin, les 4 dernières s'affrontent pour rester dans la catégorie. Lors de la deuxième étape, les 8 équipes les mieux placées de la première étape s'affrontent, toujours dans le cadre d'un Round Robin. Lors de la troisième étape, des phases à élimination directe sont créées en fonction du classement des clubs lors de la deuxième étape et le champion de la Ligue nationale supérieure est désigné.

## Palmarès
| 2002-03 | Regatas Lima              |                           |                           |               |              |
| 2003-04 | Circolo Sportivo Italiano |                           |                           |               |              |
| 2004-05 | Regatas Lima              | Deportivo Géminis         | Circolo Sportivo Italiano |               |              |
| 2005-06 | Regatas Lima              | Deportivo Géminis         |                           |               |              |
| 2006-07 | Regatas Lima              | Latino Amisa              | Camino de Vida            |               |              |
| 2007-08 | Deportivo Géminis         | Regatas Lima              | Circolo Sportivo Italiano |               |              |
| 2008-09 | Circolo Sportivo Italiano | Deportivo Géminis         | Latino Amisa              |               |              |
| 2009-10 | Deportivo Géminis         | Regatas Lima              | Divino Maestro            |               |              |
| 2010-11 | Divino Maestro            | Deportivo Géminis         | Universidad César Vallejo |               |              |
| 2011-12 | Deportivo Géminis         | Universidad San Martín    | Divino Maestro            |               |              |
| 2012-13 | Universidad César Vallejo | Universidad San Martín    | Sporting Cristal          |               |              |
| 2013-14 | Universidad San Martín    | Sporting Cristal          | Universidad César Vallejo |               |              |
| 2014-15 | Universidad San Martín    | Deportivo Géminis         | Universidad César Vallejo |               |              |
| 2015-16 | Universidad San Martín    | Regatas Lima              | Deportivo Géminis         |               |              |
| 2016-17 | Regatas Lima              | Universidad San Martín    | Géminis de Comas          |               |              |
| 2017-18 | Universidad San Martín    | Deportivo Jaamsa          | Regatas Lima              |               |              |
| 2018-19 | Universidad San Martín    | Circolo Sportivo Italiano | Deportivo Jaamsa          |               |              |
| 2020-21 | Regatas Lima              | Alianza Lima              | CS Italiano               | Rebaza Acosta |              |
| 2022-23 | Regatas Lima              | Alianza Lima              | Géminis                   | Latino Amisat |              |
| 2023-24 | Alianza Lima              | USMP                      | USMP                      | Géminis       | Regatas Lima |

## Bilan par club
| Club                      | Titres | Ville    | Année                                    |
| ------------------------- | ------ | -------- | ---------------------------------------- |
| Regatas Lima              | 7      | Lima     | 2003, 2005, 2006, 2007, 2017, 2021, 2023 |
| Universidad San Martín    | 5      | Lima     | 2014, 2015, 2016, 2018, 2019             |
| Deportivo Géminis         | 3      | Lima     | 2008, 2010, 2012                         |
| Circolo Sportivo Italiano | 2      | Lima     | 2004, 2009                               |
| Divino Maestro            | 1      | Lima     | 2011                                     |
| Alianza Lima              | 1      | Lima     | 2024                                     |
| Universidad César Vallejo | 1      | Trujillo | 2013                                     |